# Завтрак у папы
«Завтрак у папы» — российский комедийный фильм режиссёра Марии Кравченко. Данный фильм повествует о родительских отношениях родителей и детей, которые иногда случаются в семейной жизни.
Премьера фильма состоялась 23 июня 2016 года.

## Сюжет
Юля — молодая красивая женщина, живёт в Санкт-Петербурге и работает копирайтером в рекламном агентстве. У неё есть маленькая внебрачная дочь Аля от москвича, с которым она провела ночь десять лет назад. Директор фирмы, на которой работает Юля, посылает её в командировку в Москву с целью получить заказ от большой зарубежной корпорации «Family Foods». Директор Юлии считает, что контракт уже практически подписан, на пути к этому стоит лишь один достойный конкурент, директор одного из московских рекламных агентств, Александр Титов. Однако Юля узнаёт в директоре московской фирмы отца Али.
Случайно о своём отце узнаёт и сама Аля, которая решает встретиться и познакомиться с ним. Для этого она отправляется вслед за мамой в Москву и однажды утром звонит в дверь Александра, и уточнив его имя называет его своим папой. Титов не верит, что Аля — его дочь, ведь он даже не помнит ни той ночи, ни самой Юлии. Убеждённый холостяк, живущий как ему удобно, решает передать девочку в органы опеки, однако, встречая в аэропорту представителя из «Family Foods», от которого зависит, кому достанется контракт, Александр неожиданно узнаёт, что Боб является отцом шестерых детей и фанатом семейных ценностей. Александр тут же принимает решение показать себя в выгодном свете, представив Алю как свою дочь, а сотрудницу своей фирмы Оксану, с которой у него служебный роман, как свою жену. Саша приглашает Боба пожить неделю в свою «семью».

## В ролях
- Луиза-Габриэла Бровина — Аля (Александра)
- Катерина Шпица — Юля, мама Али
- Юрий Колокольников — Саша Титов, папа Али
- Полина Максимова — Оксана Тарелкина
- Валентайн Пелка[англ.] — Боб, заказчик
- Михаил Полицеймако — Василий Львович, босс Юлии
- Никита Тарасов — Ганин, менеджер
- Людмила Гаврилова — Алла Дмитриевна, няня
- Александр Лучинин — юноша в ролике «Алые паруса»
- Александр Шатохин — безумный конкурсант
- Елена Ордынская — сотрудница органов опеки
- Сергей Шанин — ростовая кукла «Зебра»
- Олег Иванов — Иван, продюсер
- Дмитрий Полонский — диктор озвучивания Боба
- Екатерина Аверина — кассир

## Саундтрек
- «Папина дочка» исп. Егор Крид (OST «Папина дочка»)
- «Завтрак у папы» исп. «Янжима»
- «Лифт» исп. «Пицца»
- «Имя 505» исп. «Время и Стекло»

## Премия
- Национальная телевизионная премия «Дай пять!» (18 мая 2017) — в номинации «Любимый фильм»[2].

## Критика
Фильм получил в целом высокие оценки кинокритиков.